# 九龍巴士27線
九龍巴士27線是香港九龍一條來往順天及旺角的循環巴士路線，途經四順、牛池灣、新蒲崗及九龍城。
九龍巴士27X線是27線的特別班次，來往順天及奧運站，只於星期一至五上午及下午繁忙服務，於九龍城至旺角一段取道九龍城天橋、亞皆老街天橋，在亞皆老街只有限度設站。

## 歷史
本線於1982年9月9日開辦，當時的編號是27K，來往順天至旺角火車站（現稱旺角東站），以循環線形式運作，方便四順區居民來往旺角外，亦提供接駁九廣鐵路（現稱港鐵東鐵綫）的服務。

## 年表
- 1982年9月9日：本線前身27K線開辦，循環來往順天及旺角火車站（現稱旺角東站）。
- 1992年5月18日：加入空調巴士服務，全程收費$3.5，只於平日下午開出數班。
- 1993年4月5日：九巴調整票價，非空調巴士收費由$1.9增至$2.1，加幅逾10.5%；空調巴士收費維持不變。
- 1994年4月1日：九巴調整票價，加幅普遍超過一成，本線全程收費由$2.1（非空調）／$3.5（空調）增至$2.5（非空調）／$3.8（空調），加幅分別逾19%和8.5%。
- 1994年5月18日：配合太子道西／洗衣街交界進行道路工程，往旺角方向永久取道彌敦道南行、旺角道東行及洗衣街南行，之後再取道亞皆老街東行駛往九龍城方向返回四順。
- 1997年10月5日：路線編號更改為27（即本線），以及循環點名稱不再使用「火車站」三字（即由「旺角火車站」改為「旺角」；「旺角」循環點實際為旺角道東行分站）。
- 1997年12月1日：九巴調整票價，全程收費由$2.8（非空調）／$4（空調）增至$3（非空調）／$4.3（空調），加幅逾7%。
- 2002年8月3日：配合順利紀律部隊宿舍入伙後需求增加，往順天方向改經新清水灣道、利安道及新利街。
- 2007年5月12日：改為全線空調服務，並將車費由$4.3下調至$4，減幅近7%。
- 2008年6月8日：九巴調整票價，全程收費由$4增至$4.2，加幅達5%。
- 2010年9月29日：本線往旺角方向原本位於順利邨利溢樓的巴士站遷往利業樓。
- 2011年5月15日：九巴調整票價，全程收費由$4.2增至$4.4。
- 2013年3月17日：九巴調整票價，全程收費由$4.4增至$4.7。
- 2014年7月6日：九巴調整票價，全程收費由$4.7增至$4.9。
- 2014年11月1日：往順天方向位於原位於彩雲聖若瑟小學的巴士站遷往牛池灣街市[4]。
- 2014年12月1日：往順天方向新增彩雲聖若瑟小學一站[5]。
- 2015年12月31日：增設到站時間預報。
- 2021年4月4日：九巴調整票價，全程收費由$4.9增至$5.2。
- 2023年6月18日：九巴調整票價，全程收費由$5.2增至$5.4。
- 2024年1月2日：27X線開辦。[6]
- 2024年7月8日：27X線往順天方向到達旺角道後，改經洗衣街前往亞皆老街，不經西洋菜南街；取消西洋菜南街「西洋菜南街」站，改停旺角道「旺角道」站。[7]

## 服務時間及班次
27
| 順天開           | 順天開              | 順天開       |
| 日期             | 服務時間            | 班次（分鐘） |
| ---------------- | ------------------- | ------------ |
| 星期一至五       | 05:30-06:00         | 10           |
| 星期一至五       | 06:10               |              |
| 星期一至五       | 06:18-08:24         | 6            |
| 星期一至五       | 08:24-09:27         | 7            |
| 星期一至五       | 09:27-17:03         | 8            |
| 星期一至五       | 17:03-18:45         | 6            |
| 星期一至五       | 18:45-19:55         | 7            |
| 星期一至五       | 19:55-20:12         | 8/9          |
| 星期一至五       | 20:12-22:20         | 8            |
| 星期一至五       | 22:20-23:00         | 10           |
| 星期一至五       | 23:12               |              |
| 星期一至五       | 23:25-00:10         | 15           |
| 星期一至五       | 00:30               |              |
| 星期六           | 05:30-06:40         | 10           |
| 星期六           | 06:40-08:40         | 7/8          |
| 星期六           | 08:40-15:20         | 8            |
| 星期六           | 15:20-19:20         | 6            |
| 星期六           | 19:20-21:20         | 8            |
| 星期六           | 21:20-23:40         | 10           |
| 星期六           | 23:55、00:10、00:30 |              |
| 星期日及公眾假期 | 05:30-08:00         | 10           |
| 星期日及公眾假期 | 08:00-08:40         | 8            |
| 星期日及公眾假期 | 08:40-19:10         | 6            |
| 星期日及公眾假期 | 19:10-22:30         | 8            |
| 星期日及公眾假期 | 22:30-23:40         | 10           |
| 星期日及公眾假期 | 23:55、00:10、00:30 |              |

27X
- 星期一至五：
  - 順天開：07:45、08:15
  - 奧運站開：18:10、18:30

星期六、日及公眾假期不設服務

## 收費
| 路線 | 全程收費 |
| ---- | -------- |
| 27   | $5.6     |
| 27X  | $6.7     |

| - 本線設有12歲以下小童及65歲或以上長者半價優惠。 - 65歲或以上香港居民使用「樂悠咭」，以及12歲以下合資格殘疾兒童使用「殘疾人士身份」個人八達通繳付車資，均可享有每程$2.0或半價（以較低者為準）的票價優惠；12至64歲合資格殘疾人士使用「殘疾人士身份」個人八達通（包括「樂悠咭」），以及60至64歲香港居民使用「樂悠咭」繳付車資，均可享有每程$2.0或全費（以較低者為準）的票價優惠。 - 65歲或以上長者如使用長者或一般個人八達通繳付車資，則只可享有半價優惠；12至64歲合資格殘疾人士如不使用「殘疾人士身份」個人八達通，以及60至64歲人士如不使用「樂悠咭」繳付車資，必須繳付全費。 - 乘客可以現金或八達通於上車時付款，不設找續。 - 每位成人乘客可免費攜帶最多兩名4歲以下而不佔座位的兒童乘客乘車，超額之4歲以下小童必須繳付小童車費乘車。 - 持有「九巴月票」之乘客在車票有效期內，每日可享最多10程任何九龍巴士及龍運巴士路線（包括本路線，以及聯營路線的九龍巴士／龍運巴士提供的班次；惟乘搭機場「A」及「NA」線則可享原價二七折優惠（不會計算每天10次合資格車程））；而B1線則每日可享最多各2程（不會計算每天10次合資格車程）。 - 九龍巴士、城巴、龍運巴士及陽光巴士全職員工及家屬（不包括外判職員）可免費乘搭本路線，惟必須拍職員或職員家屬八達通。 - 乘客亦可透過多元化電子支付系統（e度嘟）繳付車資，包括使用非接觸式VISA卡、JCB卡、萬事達卡、銀聯卡、美國運通、大來國際、Discover Card、Apple Pay、Google Pay、Samsung Pay、AlipayHK「易乘碼」、支付寶、WeChatHK／微信支付「搭車碼」、銀聯雲閃付「乘車碼」及BOC Pay「乘車碼」。乘客使用此付款方式，使用此支付方式的乘客可享有中途下車之分段收費，以及與其他九巴／龍運獨營路線或聯營線九巴／龍運班次之轉乘優惠，惟不適用於與非九巴／龍運路線之轉乘優惠，亦不能享有「公共交通費用補貼計劃」及「長者及合資格殘疾人士公共交通票價優惠計劃」。 |

### 八達通巴士轉乘計劃
乘客登上本線後150分鐘內以同一張八達通卡轉乘以下路線，或從以下路線登車後150分鐘內以同一張八達通卡轉乘本線，次程可獲$4.2車資折扣優惠：
27←→2A、6D
- 27往旺角 → 2A或6D往美孚
- 2A往樂華或6D往牛頭角 → 27往順天

27←→91、91M/91P或92

## 使用車輛
由於本線途經專營巴士低排放區，故必須使用達到歐盟五型或以上排放標準的車輛行走。
現時本線使用14輛Enviro500 MMC（10輛12米ATENU、4輛12.8米3ATENU）
| 車隊編號  | 車牌   |
| --------- | ------ |
| ATENU474  | TH7115 |
| ATENU478  | TH7047 |
| ATENU481  | TH7155 |
| ATENU563  | TL6249 |
| ATENU583  | TM4075 |
| ATENU719  | TR5585 |
| ATENU721  | TR6761 |
| ATENU729  | TR8734 |
| ATENU730  | TR8862 |
| ATENU733  | TR9200 |
| 3ATENU191 | VR6075 |
| 3ATENU198 | VR6572 |
| 3ATENU202 | VR6791 |
| 3ATENU209 | VS2872 |

## 行車路線
27
經：利安道、新清水灣道、清水灣道、太子道東、太子道西、彌敦道、旺角道、洗衣街、亞皆老街、太子道西、太子道東、清水灣道、新清水灣道、利安道、新利街、順清街、順景街、利安道及順安道。
27線之具體停站請參考資訊框
27X
順天開經：利安道、新清水灣道、彩興里、彩興路、彩榮路、彩霞道、觀塘道、太子道東、九龍城天橋、亞皆老街、櫻桃街及海景街。
奧運站開經：深旺道、櫻桃街、大角咀道、櫻桃街、櫸樹街、晏架街、槐樹街、福全街、旺角道、洗衣街、亞皆老街、九龍城天橋、太子道東、清水灣道、新清水灣道、利安道、新利街、順清街、順景街、利安道及順安道。
27X線之具體停站請參考資訊框

## 昔日的九巴27線
第一代27號線於1961年8月5日開辦，來往佐敦道碼頭至屯門青山醫院（只停荃灣中約巴士站），因六七暴動而停駛，之後並沒有重新營運。

## 外部連結
- 九巴27線 （页面存档备份，存于）